# Ignacio Pinedo
Ignacio Pinedo, né le 8 mai 1925, à Saint-Sébastien, en Espagne et décédé le 16 août 1991, à Madrid, en Espagne, est un ancien joueur et entraîneur espagnol de basket-ball. 

## Palmarès
- Finaliste des Jeux méditerranéens 1951